# Oecologia
Oecologia ist eine internationale Fachzeitschrift der Ökologie mit Peer-Review-Verfahren.
Sie ging aus der Zeitschrift für Morphologie und Ökologie der Tiere hervor, die 1924 zuerst erschien und ist damit eine der ältesteren Zeitschriften der Ökologie. Einige Artikel wurden bis 1976 auf Deutsch oder Französisch veröffentlicht. Die Zeitschrift veröffentlicht wissenschaftliche Studien zu pflanzen- und tierökologischen Themen. Der Impact Factor beträgt 3,2 und damit belegt sie Platz 102 von 706 Fachzeitschriften.